# Маржинализм
Маржинали́зм (фр. marginalisme, от лат. margo (marginis) — край) — направление в экономической науке, широко применяющее методы анализа, основанные на оперировании «предельными» (то есть приростными) понятиями в экономике, исследующее явления с точки зрения максимизирующего собственное удовлетворение отдельного хозяйствующего субъекта (маржинализм иногда называют субъективной школой экономики). Маржинализм возник в 70-е гг. XIX века в ходе так называемой «маржинальной революции», его основателями считаются учёные К. Менгер, У. С. Джевонс и Л. Вальрас. Теоретические подходы маржинализма можно найти в более ранних работах А. Курно, Ж. Дюпюи, И. фон Тюнена, Г. Госсена.
Основной причиной возникновения маржинализма считается необходимость поиска условий, при которых данные производительные услуги распределялись бы с оптимальным результатом между конкурирующими направлениями использования. Подобная смена парадигмы экономической теории, в свою очередь, была обусловлена бурным развитием промышленности и прикладных наук.

## Важнейшие элементы маржинализма
1. Использование предельных величин.
2. Субъективизм, то есть подход, при котором все экономические явления исследуются и оцениваются с точки зрения отдельного хозяйствующего субъекта.
3. Гедонизм хозяйствующих субъектов. Человек рассматривался маржиналистами как рациональное существо, целью которого является максимизация собственного удовлетворения.
4. Статичность. Изучение использования редких ресурсов для удовлетворения потребностей людей в данный момент времени.
5. Ликвидация приоритета сферы производства, характерного для экономического анализа классиков.
6. Восприятие рыночной экономики как равновесной системы[6].

## Этапы развития
Осознание экономистами принципа полезности и её предельного характера произошло значительно ранее XIX века. Анализ субъективного начала в экономической мысли был начат ещё Аристотелем. Средневековые схоласты также развивали теорию полезности, подражая Аристотелю. В эпоху Просвещения многие авторы также разрабатывали данную концепцию. Среди них французские экономисты аббат Кондильяк и А. Тюрго, итальянцы аббат Ф. Галиани, граф Пьетро Верри, Джованни-Ринальдо Карли, Чезаре Беккариа, швейцарский математик Д. Бернулли, английский экономист и финансист Д. Ло.
Среди французских прото-маржиналистов XIX века можно также выделить Ашилля-Николя Изнара (1749—1803), Николя-Франсуа Канара, Антуана Дестют де Траси и отца «революционера» Л. Вальраса — О. Вальраса. Список немецких предшественников маржинализма можно расширить за счёт К. Г. Рау, Ф. фон Германна, Х. фон Мангольдта. Английские прото-маржиналисты представлены Оксфордско-Дублинской школой (The Oxford-Dublin Proto-Marginalists) — С. М. Лонгфилдом и Уильямом Форстером Ллойдом, Н. Сениором, а также Дж. Ре, Г. Маклеодом, Флемингом Дженкином.
Дальнейшее развитие маржинализма протекало в рамках национальных школ: австрийской, лозаннской, английской, американской. Первой концепцией «маржинальной революции» стала теория предельной полезности, признающая принцип снижающейся предельной полезности фундаментальным элементом теории стоимости.

## Теория
Задача маржинализма — исследование закономерности экономических процессов на основе использования предельных величин. Соответственно, все основные категории в маржиналистской теории основаны на применении количественного анализа. Это такие категории, как предельная полезность, предельная производительность, предельные издержки, предельный доход, предельная норма замещения, предельная эффективность капитала и т. д.
Маржиналистская теория позволила применить к исследованию экономических процессов количественные методы, эффективно использовать в экономической науке математический аппарат; позволила создать экономические модели; проанализировать эластичность спроса и поставить проблему оптимума.

## Критика
Как отмечает проф. ВШЭ Георгий Джемалович Гловели, «Шумпетер, претендовавший на создание неоклассической теории экономической динамики, констатировал, что ведущие теоретики маржинализма абстрагировались от феномена эволюции, „многие, среди них Бем-Баверк, вообще не желали слышать о таких понятиях, как статика и динамика“».